# 26 Korpus Zmechanizowany (ZSRR)
26 Korpus Zmechanizowany (ros. 26-й механизированный корпус)  – wyższy związek taktyczny wojsk zmechanizowanych Armii Czerwonej okresu II wojny światowej.

## Formowanie
Formowanie Korpusu rozpoczęto w lutym – marcu 1941 roku w Północnokaukaskim Specjalnym Okręgu Wojskowym.

### Skład
- 52 Dywizja Pancerna,
- 56 Dywizja Pancerna,
- 217 Dywizja Zmotoryzowana,
- 27 pułk motocyklowy.

### Wyposażenie
W czerwcu 1941 miał na stanie 184 czołgi.

### Dowódcy
- generał major Nikołaj Kiriczenko – 11.03.1941 – 28.07.1941 ,

### Działania
Korpus nie brał udziału w walkach w czasie operacji Barbarossa.
Korpus został oficjalnie rozformowany 17.08.1941 roku .